# Ximena Galarza

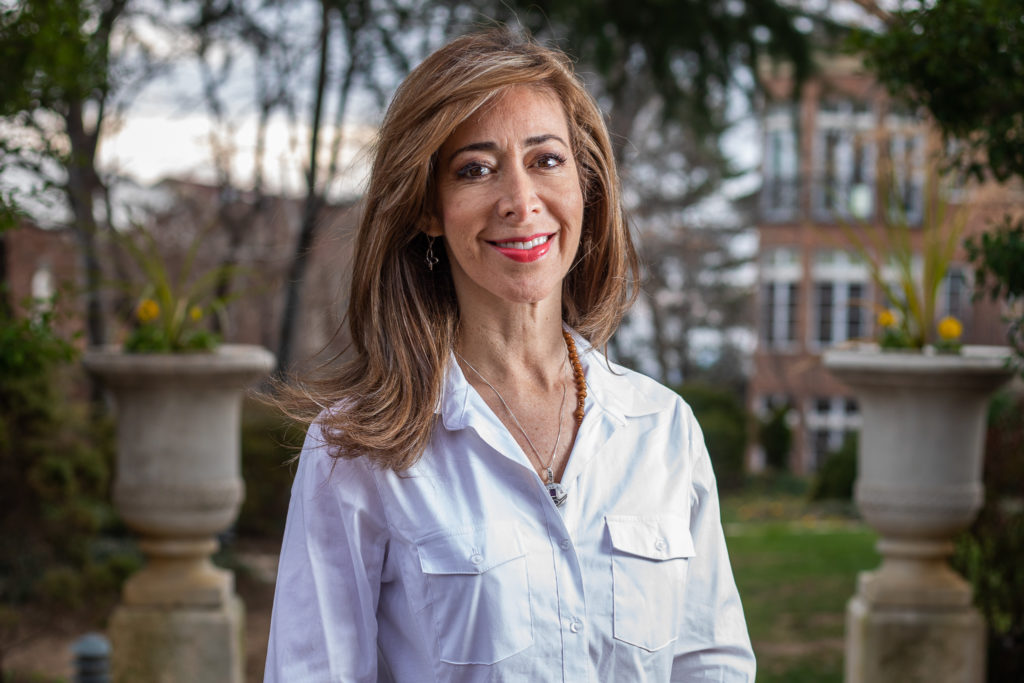
Ximena Galarza (2020)

Ximena Galarza (* 14. Januar 1972 in Camiri, Bolivien) ist eine bolivianische Journalistin. Sie wurde 2020 als zweite Bolivianerin mit dem „International Women of Courage Award“ (IWOC) des Außenministeriums der Vereinigten Staaten ausgezeichnet.